# 植物画
植物画（しょくぶつが）は、植物の形、色、細部を描かれた絵である。博物画の一分野である。また、植物図、ボタニカルアート、ボタニカルイラストレーションとも呼ばれる。
それらを書く画家は、植物画家、植物学の画工とも呼ばれ、植物学者の指示を受けながら植物学の資料となる絵画を描いた。
これらの絵画は、植物形態学の資料ともなった。

## 著名な植物画家

### 日本
- 岩崎灌園 - 江戸時代後期の本草学者[3]。
- 飯沼慾斎 - 江戸時代にリンネの植物分類法を最初に採用した『草木図説』を出版[3]。
- 牧野富太郎 - 植物学者と画家を兼ねた[3]。
- 二口善雄 - 日本の植物画の草分けとされる[4][5]。
- 山中麻須美 ‐ 日本人初のイギリス王立植物園キューガーデン公認植物画家[6][7]。